# Antonio Marañón
 (juillet 2023).
Antonio Marañón, plus connu sous le surnom de  El Trapense (« Le Trappiste »), commandant d'une division de l'Armée de la foi, est né vers 1778 dans un bourg de la Navarre. 

## Biographie
Il s'enrôla comme simple volontaire et lit ses premières armes pendant la guerre que les Espagnols soutinrent contre la France. Son audace, portée jusqu'à la témérité, l'éleva au grade de capitaine dans le régiment de la Princesse, mais il ne paraissait pas réunir les qualités nécessaires pour se maintenir dans ce grade. 
Se trouvant en garnison à Lérida, après la paix, son ancienne passion pour le jeu se réveilla avec fureur ; il perdit au-delà de ce qu'il possédait et joua le prêt de sa compagnie, les épaulettes de son grade et son brevet. Cette conduite lui ayant fait perdre l'estime de tous, pour échapper à la honte d'une destitution, il quitta de nuit Lérida et alla s'enfermer dans un couvent de trappistes. Mais l'ex-capitaine ne se plut pas longtemps dans sa prison. 
Lorsque les royalistes de la Péninsule poussèrent un nouveau cri de guerre contre la constitution des Cortes, rétablie en 1820 par suite des événements de l'île de Ledit, le Trappiste ne manqua pas de saisir ce prétexte que la religion, qu'il prétendait outragée, lui fournissait, pour devenir un personnage. Les principes du couvent favorisant ses projets, il put conserver son froc et remplacer le capuchon par l'épaulette. 
Il commença par jouer le rôle d'inspiré et parvint à réunir sous ses ordres un assez grand nombre de partisans, à la tête desquels il s'empara par un coup de main du fort d'Urgell. C'était au moment où les chefs de l'Armée de la foi venaient d'établir une régence. 
Il fit hommage de sa conquête et de ses guérillas à ce nouveau gouvernement, lui prêta serment et en reçut le titre de général. La régence s'établit dès ce moment à Urgell dont elle prit le nom. Le Trappiste ne fut pas heureux dans une entreprise qu'il fit sur l'Aragon. Attaqué le 29 août 1822 par le général Zarco-del-Valle, il perdit toutes ses munitions, ses équipages, son drapeau, trente chevaux et le seul canon qu'il possédait. 
Successivement battu sur d'autres points, il se sauva en France et vint chercher un asile dans un couvent à Toulouse ; il rentra en Espagne avec l'armée française et commanda la division royaliste de Biscaye sous les ordres du général Quesada. Ce moine fougueux ne se montrait à ses soldats qu'en tenant dans la main gauche un crucifix qu'il élevait en l'air et un fouet dans la droite. Sa robe était criblée de balles qui, disait-il, n'avaient pu l'atteindre, il portait par-dessus de larges épaulettes de général, une longue carabine en sautoir. Sa taille était d'environ cinq pieds. 
Sa proclamation aux Constitutionnels après le passage de la Bidassoa était ainsi conçue : « Gloire à Dieu, soldats ! Le chant de la tourterelle s'est fait entendre dans notre terre ; c'est une preuve que nous avons passé la mauvaise saison de l'hiver et que nouis sommes maintenant dans le beau printemps. Je vous dis que la constitution, cet horrible monstre, conçu par l'enfer dans l'Espagne catholique, va disparaître du sol espagnol. Vous avez vu le saint tribunal de la foi ; vous avez vu exterminer la compagnie de Jésus ; vous avez vu supprimer les monastères. Vous avez vu une pierre de marbre respectée, vénérée, déifiée ! Mes frères, ouvrez, ouvrez les yeux ! venez à moi, ou courez aux royalistes qui sont le plus près de vous ; faites-le sans délai ; votre humble frère, le Trappiste, vous invite. Etc. » Vitoria, avril 1823.
Il fut un des chefs espagnols qui s'opposèrent avec le plus d'énergie à l'exécution du décret d'Andujar. Rentré dans son couvent, le roi Ferdinand le félicita par une lettre. Mais bientôt, il se jeta dans un nouveau parti formé contre le roi, et prit les armes en faveur de Charles V. Il comptait déjà plusieurs hommes sous ses ordres ; le roi, furieux de cette défection, promit 25 000 piastres a qui le livrerait. Le Trappiste fut arrêté à Vivana, réclamé par le clergé, et enfermé dans un couvent où il est mort le 9 octobre 1826.

## Source
« Antonio Marañón », dans Charles Mullié, Biographie des célébrités militaires des armées de terre et de mer de 1789 à 1850, 1852 [détail de l’édition]